# John Feldmann
John Feldmann (ur. 29 czerwca 1967) – amerykański muzyk i producent, lider zespołu Goldfinger, który założył w 1994 roku razem z Simonem Williamsem. Poza działalnością muzyczną jest aktywistą w obronie praw zwierząt.